# Mario Carrillo
José Mario Carrillo Zamudio (ur. 1 stycznia 1956 w mieście Meksyk) – meksykański piłkarz. Obecnie trener.

## Kariera piłkarska
Carrillo podczas kariery zawodniczej występował m.in. w Tigres UANL, z którym wywalczył tytuł mistrza Meksyku w 1978 roku.

## Kariera trenerska
Pracą trenerską zajął się w 1999 roku. Wtedy to 1 października objął Pueblę. Przez dwa miesiące jako tymczasowy trener prowadził Américę, gdzie chwilowo zastąpił Manuela Lapuente. Bez większych sukcesów ponownie trenował Pueblę oraz stołeczny Cruz Azul. W 2004 roku był asystentem Hugo Sáncheza w drużynie UNAM Pumas, która zdobyła tytuł mistrzowski. Kolejne trofeum mistrza Meksyku Carrillo zdobył podczas samodzielnej pracy w Américe, podczas sezonu Clausura 2005. W latach 2006–2008 trenował Tigres UANL i już po raz trzeci Pueblę. 4 kwietnia 2009 razem z Manuelem Vidrio został asystentem nowego selekcjonera reprezentacji Meksyku, Javiera Aguirre. Brał udział na Mundialu 2010, kiedy to El Tri odpadli po przegranym 1:3 meczu 1/8 finału z Argentyną, natomiast Aguirre złożył dymisję. Carrillo był wymieniany jako jeden z potencjalnych kandydatów do zastąpienia popularnego Vasco.

## Pseudonim
Pseudonim Carrillo - Capello - nawiązuje do włoskiego trenera Fabio, który podobnie jak Meksykanin przywiązuje dużą wagę do rozpracowania taktyki i stylu gry boiskowego rywala.